# Kadriye Gökçek
Kadriye Gökçek (1975. november 3. –) török nemzetközi női labdarúgó-játékvezető. Ankarában a Gazi Egyetem testnevelésből szerzett diplomát.

## Pályafutása

### Nemzeti játékvezetés
A játékvezetői vizsgát Dilan Deniz Gökçek (szintén FIFA minősítésű bíró) húgával együtt 1996-ban tette le. Vizsgát követően 1996-2012 között az A2 Liga osztályban rendszeresen partbíróként, valamint bíróként, 1998-tól csak bíróként tevékenykedett. Nemzeti labdarúgó-szövetségének megfelelő játékvezető bizottságai minősítése alapján jutott magasabb osztályokba.1999-2012 között a TFF 3. Ligában játékvezető. 2008-2012 között a Török Női First Football League játékvezetője. 2010-2012 között a Török Regionális Amatőr League játékvezetője. A küldési gyakorlat szerint rendszeres partbírói, majd 4. bírói szolgálatot is végez. Az Amatőr Liga játékvezetőjeként 2013-ban vonult vissza.

### Nemzetközi játékvezetés
A Török labdarúgó-szövetség (TFF) Játékvezető Bizottsága (JB) terjesztette fel nemzetközi játékvezetőnek, a Nemzetközi Labdarúgó-szövetség (FIFA) 2008-tól tartotta nyilván női bírói keretében. Több nemzetek közötti válogatott és Európa-liga klubmérkőzést vezetett, vagy működő társának 4. bíróként segített. FIFA JB besorolása szerint 3. kategóriás bíró. A  nemzetközi játékvezetéstől 2013-ban búcsúzott.

#### Női labdarúgó-Európa-bajnokság

##### U17-es női labdarúgó-Európa-bajnokság
Svájc rendezte a 3., a 2010-es U17-es női labdarúgó-Európa-bajnokságot, a 4., a 2011-es U17-es női labdarúgó-Európa-bajnokságot, valamint az 5., 2012-es U17-es női labdarúgó-Európa-bajnokságot, ahol 2009-es előselejtezőben, Magyarországon, 2011-ben Észak-Írországban, 2012-ben Lengyelországban az első körben, Dániában a 2. körben a FIFA/UEFA JB megbízásából mérkőzésvezetőként tevékenykedett.

###### 2011-es U17-es női labdarúgó-Európa-bajnokság
| Időpont           | Helyszín                         | Mérkőzés típusa           | Mérkőzés                  | Eredmény |
| ----------------- | -------------------------------- | ------------------------- | ------------------------- | -------- |
| 2010. október 16. | Shamrock Park Stadion, Portadown | előselejtező (2. csoport) | Észak-Írország–Izland     | 1 – 0    |
| 2010. október 18. | Seaview Stadion, Belfast         | előselejtező (2. csoport) | Macedónia– Észak-Írország | 0 – 4    |

###### 2012-es U17-es női labdarúgó-Európa-bajnokság
| Időpont           | Helyszín                         | Mérkőzés típusa           | Mérkőzés             | Eredmény |
| ----------------- | -------------------------------- | ------------------------- | -------------------- | -------- |
| 2011. október 15. | Miejski Stadion, Radzyń Podlaski | előselejtező (1. csoport) | Svájc–Grúzia         | 17 – 1   |
| 2011. október 20. | AWF Stadion, Biała Podlaska      | előselejtező (1. csoport) | Lengyelország–Svájc  | 1 – 2    |
| 2012. április 26. | Községi Stadion, Gentofte        | előselejtező (3. csoport) | Hollandia–Dánia      | 1 – 2    |
| 2012. május 1.    | Községi Stadion,Gentofte         | előselejtező (3. csoport) | Svédország–Hollandia | 1 – 2    |